# Hor II.
Sevadžkare Hori, znan tudi kot Hor II., je bil faraon pozne Trinajste dinastije, morda 36. vladar iz te dinastije. Vladal je v Srednjem in Gornjem Egiptu od leta 1669 do 1664 pr. n. št. ali od leta 1648 do 1643 pr. n. št.

## Dokazi
Hori II. je zagotovo znan samo iz vnosa v 8. vrstici 7. kolone Torinskega seznama kraljev (po Gardinerju in von Beckerathu 7. vrstica 7. kolone). V seznamu sta njegov priimek Sevadžkare in ime Hori.  Jürgen von Beckerath mu pripisuje tudi fragment kamna iz El Toda s priimkom "Sevadžj[...]re".  Ker sta imela enak priimek še dva druga vladarja iz drugega vmesnega obdobja Egipta, ostaja identiteta Horija II. vprašljiva.

## Soimenjaki
Sevdžkare Horija se ne sme zamenjati s faraonom Sevadžkarejem iz zgodnje Trinajste dinastije in še enim Sevadžkarejem iz srednje Štirinajste dinastije. Oba sta vladala manj časa kot Sevadžkare Hori.